# Pennhurst State School and Hospital

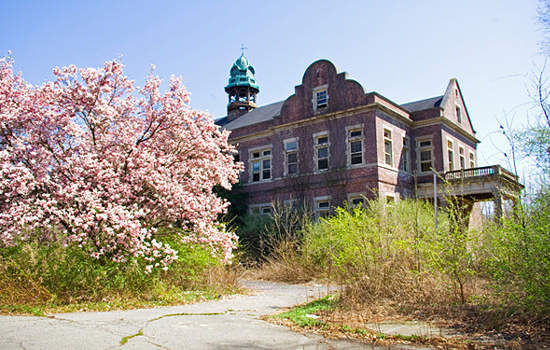
Administrationsbyggnaden vid Pennhurst.

Pennhurst State School and Hospital (Pennhurst statliga skola och sjukhus) var en institution i den amerikanska delstaten Pennsylvania för fysiskt och mentalt handikappade. Institutionen öppnades 1908 och  stängdes 1986, efter flera rapporter om fysiska och sexuella övergrepp på patienterna. Över 5 000 barn och ungdomar skall ha dött under sin vistelse där.[källa behövs]
När personer som utgav sig för att vara spökjägare utrustade med videokameror frivilligt blev inlåsta på anstalten under 12 timmar, fångade de på film flera fenomen som de inte kunde förklara. Gardiner, täckta med metallnät på båda sidorna av fönstret påstods ha dragits isär mitt framför TV-kamerorna. Flera skrämmande ljud och röster hördes på ljudupptagningar. Man påstod sig höra skrik, barn som skrattade och våldsamma kräkningar i bakgrunden, när ingen påstods vara där.
Anläggningen har länge stått övergiven och hotat av rivning, men  är idag ombyggd till ett "scary house", spökhus, som speciellt är populärt i halloweenveckorna.